# 배순아목
배순아목(背楯亞目, Notaspidea)은 바다 민달팽이와 바다 달팽이를 포함하고 있는 직복족아강에 속하는 해양 후새류 복족류 연체동물 아목이었다.
성체 배순류는 육식성 또는 무기물 먹이를 먹는다. 배순류의 형태는 몸 바깥 오른쪽에 빗살아가미(ctenidium, 호흡 기관) 1개가 있으며, 둥글게 말린 비공(rhinophores), 그리고 평평한 조가비가 특징적이다. 틸로디나과와 삿갓군소붙이과는 대형 삿가조개류를 닮은 외부의 조가비와 작은 외투막을 보여주며, 반면에 군소붙이과 종들은 눈에 띄는 외투막, 그리고 수축하거나 성체가 되면 사라지는 내부의 조가비를 보여준다..
많은 종들이 외부의 포식자들로부터 자신을 방어하기 위한 화학물질로써 외투막 분비액을 분비한다.

## 하위 분류
- 군소붙이과 (Pleurobranchidae) Menke, 1828
- 틸로디나과 (Tylodinidae) Gray, 1847
- 삿갓군소붙이과 (Umbraculidae) Dall, 1889

그러나, 2005년의 부쉐와 로크루아의 복족류 분류는 삿갓군소붙이과(Umbraculidae)와 틸로디나과(Tylodinidae)를 산각류에 속하는 산각상과의 일부로, 그리고 산각상과는 두순류(비자고둥상과 제외)의 자매군으로 분류했다.